# アンドレイ・ガチーナ
アンドレイ・ガチーナ（Andrej Gacina、1986年5月21日 - ）は、クロアチア・ザダル出身の卓球選手。

## 略歴
2008年には世界選手権広州大会にクロアチア代表として初出場している。チーム成績こそ20位に低迷したが、ルーマニア戦ではクリシャンに、イタリア戦ではボボチーカにそれぞれ勝利し、シュラガーや馬琳からも敗れはしたものの1セットを奪うなど個人としては活躍した。
その後はジャパンオープンにも出場し、日本戦では韓陽に勝利して追い詰められていたチームを救い、韓国戦では敗れはしたが、柳承敏にセットオールまで食い下がるなど活躍し、チームの準優勝に貢献した。同大会のシングルスでは塩野真人と対戦し、敗戦。
ロンドンオリンピックシングルスにも出場。結果はベスト16であった。リオデジャネイロオリンピック（3回戦敗退）、東京オリンピック（2回戦敗退）と3大会連続でオリンピックに出場している。

## プレースタイル
ヨーロッパの選手に多く見られるYGサービスからの展開を得意としており、パワー溢れる両ハンドを相手コートにねじ込む。
荒削りな部分も見受けられるが、ヨーロッパの数少ない若手有望株であり、プリモラッツの後継者として活躍した。

## 主な戦績
- 2004年
  - 世界ジュニア選手権神戸大会 男子ダブルス ベスト4
- 2007年
  - ITTFプロツアー・インドオープン 男子ダブルス ベスト4
  - ITTFプロツアー・コリアオープン 男子ダブルス ベスト8
- 2008年
  - 第49回世界選手権広州大会 男子団体20位
  - ITTFプロツアー・ジャパンオープン 男子団体準優勝